# Akathiyoor
Akathiyoor es una ciudad censal situada en el distrito de Thrissur en el estado de Kerala (India). Su población es de 5847 habitantes (2011). Se encuentra a 24 km de Thrissur y a 73 km de Cochín.

## Demografía
Según el censo de 2011 la población de Akathiyoor era de 5847 habitantes, de los cuales 2763 eran hombres y 3084 eran mujeres. Akathiyoor tiene una tasa media de alfabetización del 95,58%, superior a la media estatal del 94%: la alfabetización masculina es del 96,23%, y la alfabetización femenina del 95,02%.